# Lawrence Quincy Mumford

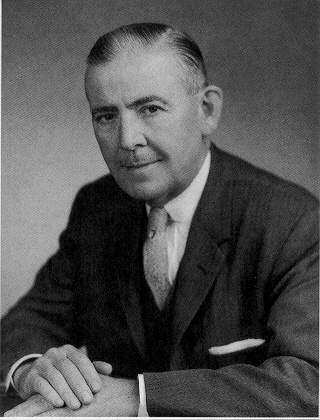
Lawrence Quincy Mumford

Lawrence Quincy Mumford (* 11. Dezember 1903 bei Ayden, Pitt County, North Carolina; † 15. August 1982 in Washington, D.C.) war ein US-amerikanischer Bibliothekar. Er leitete 20 Jahre lang die Library of Congress.

## Leben
Lawrence Mumford wuchs auf einer Tabakfarm in North Carolina auf. Sein Studium absolvierte er zunächst an der Duke University, später an der Columbia University. Dort machte er 1929 seinen Abschluss in Bibliothekswissenschaft. Anschließend arbeitete er 16 Jahre in der New York Public Library. 1945 wechselte er zur Cleveland Public Library und wurde 1950 deren Direktor. Von 1954 bis 55 war er Präsident der American Library Association. Im April 1954 wurde er von US-Präsident Dwight D. Eisenhower für den Posten des Librarian of Congress nominiert und am 24. Juli vom Senat bestätigt. Er war der erste ausgebildete Bibliothekar in dieser Funktion, die er bis zu seiner Pensionierung am 31. Dezember 1974 innehatte.
Mumford verfügte über Verhandlungsgeschick und hatte gute Beziehungen zu den Kongressabgeordneten. Während seiner Amtszeit verzehnfachte sich das jährliche Budget der Bibliothek auf über 96 Millionen Dollar, der Personalbestand stieg von 1.564 auf 4.250 und der Medienbestand wuchs von 33 Millionen auf 74 Millionen. 1965 wurde der von ihm vorgeschlagene Neubau des James Madison Memorial Building genehmigt, Baubeginn war aber erst 1971.